# Bobby Zamora
Pour les articles homonymes, voir Zamora (homonymie).
Bobby Zamora, né le 16 janvier 1981 à Barking (Londres), est un footballeur international anglais qui évolue au poste d'attaquant.

## Biographie
Le 7 août 2009, comme Jlloyd Samuel, il reçoit un passeport trinidadien qui lui permet de jouer avec les Soca Warriors. Il est cependant convoqué en équipe d'Angleterre l'année suivante.
Le 27 mai 2015, Zamora fait partie des joueurs en fin de contrat et libérés par QPR.
Libre de tout contrat, il rejoint Brighton & Hove Albion pour un an le 4 août 2015.

## Palmarès

### En équipe nationale
- 2 sélections avec l'équipe d'Angleterre entre 2010 et 2011.

### Avec Brighton
- Vainqueur du Championnat d'Angleterre de football D3 en 2002.
- Vainqueur du Championnat d'Angleterre de football D4 en 2001.

### Avec West Ham
- Finaliste de la Coupe d'Angleterre en 2006.

### Avec Fulham
- Finaliste de la Ligue Europa en 2010.